# 요아힘 셰프케
요아힘 셰프케(독일어: Joachim Schepke, 1912년 3월 8일 플렌스부르크 ~ 1941년 3월 17일)는 제2차 세계 대전 중의 독일 유보트 지휘관이었다.

## 전쟁 전
요아힘 셰프케는 해군 장교의 아들로 태어나 1930년 4월에 독일 해군(독일어: Kriegsmarine)에 입대했다. 처음에는 순양함 도이칠란트 호(뒤에 "뤼초우"로 함명 변경)에서 근무했던 셰프케는 1935년 10월에 잠수함 전대로 배치되었고, 18개월간 플렌스부르크의 잠수함 학교에서 1938년에는 U-3의 함장이 되었다. U-3은 독일 해군의 잠수함 부대가 다시 창설되었을 당시에 배치된 유보트 2형은 소형 잠수함이었으며, 거의 훈련용으로 사용되었다.

## 제2차 세계 대전
제2차 세계 대전이 발발하자 셰프케는 U-3을 이끌고 영국군의 수송선단과 전투에 뛰어들었으며, U-19에서 짧은 기간을 보낸다. U-19의 함장으로 재직하던 중에 셰프케는 9척 15,715톤의 격침 전과를 기록했다.
1940년 5월, 유보트 7B형인 U-100에서 참모 장교로 근무 중 지휘권을 인수하게 되었다. 첫 번째 항해는 킬에서 프랑스의 로레앙까지 항해하면서 6척 25,812톤의 격침 전과를 기록했다. 2번째 전투 출항에서 이틀 동안 7척 50,340톤을 격침시켰고, 전투 이틀 후인 9월 24일에 이 공로로 기사십자장을 수여받았다. 또한 1940년 11월 23일에 7척 총 24,601톤의 격침 전과를 올린 것이 가장 두드러졌다. 1주일 후, 쉐프케는 이 전과로 오크잎기사십자장을 수여받았다.
1940년에 셰프케는 자신의 이름으로 책을 냈다. 자신이 직접 그린 그림으로 장식된 이 책은 《U-Boot Fahrer von heute》라는 제목으로 136페이지와 12개의 그림으로 구성되어 있는데, 그림은 쉐프케 자신이 그린 것이다. 주 내용은 유보트 승조원들의 생활을 서술한 것이다. 한국어로 제목을 번역하면 《오늘날의 유보트 승조원》 정도이나, 대한민국에 출간된 적은 없다.
1941년 2월, 그는 베를린 스포츠궁전에서 유보트 전쟁에 관해 수천 명의 베를린 지역 학생들을 대상으로 연설하기도 했다. 전사하기 6주 전이었다.
U-100에서 5회의 전투 항해 후 1941년 3월 17일 03시 18분, 호송선단 HX-112를 공격하던 중에 수송선단 호위함이었던 영국 해군의 워커 호(HMS Walker)와 베녹 호(HMS Vanoc)의 공격을 받고 격침되었다. 셰프케와 37명의 승조원들은 바다에 수장되었고, 6명의 승무원이 구출되었다. 침몰 위치는 아이슬란드 남서쪽 북위 61도, 서경 12도로 추정된다. 워커 호와 배녹 호는 초기형 레이다로 짙은 안개 속에서 U-100을 탐지한 것으로 알려졌다. 같은 날, 같은 배에 오토 크레치머의 U-99도 공격받아 침몰했고, 오토 크레치머는 셰프케와 달리 영국군의 포로가 되었다.
요아힘 셰프케는 37척 155,882톤의 배를 격침시켰고, 4척에 피해를 입혔으며, 오크잎이 장식된 기사십자장을 수여받았다. 셰프케, 귄터 프린, 오토 크레치머 세 사람은 친한 경쟁자였으며, 전쟁 초기에 가장 유명한 유보트 함장이었다. 이들 중에서 쉐프케가 제일 유명했는데, 그가 다른 사람들과 달리 신념이 강한 민족사회주의자였기 때문이다.
그가 전사한 후, 요제프 괴벨스의 독일 선전부는 독일의 젊은이들이 본받아야 할 사람으로 선전했다.

## 군 복무 이력

### 계급
- 1930년 10월 9일 : 사관후보생
- 1931년 4월 1일 : 해군 소위후보생
- 1934년 10월 1일 : 해군 소위
- 1936년 6월 1일 : 해군 중위
- 1939년 6월 1일 : 해군 대위

### 훈장
- 1940년 2월 27일 - 1급 철십자 훈장
- 1940년 9월 24일 - 기사 철십자장
- 1940년 12월 1일 - 오크잎기사십자장

### 지휘
| 함 번호 | 기간                              | 작전                     |
| ------- | --------------------------------- | ------------------------ |
| U-3     | 1938년 10월 29일 ~ 1940년 1월 2일 | 전투 항해 3회 (21일)     |
| U-19    | 1940년 1월 3일 ~ 1940년 4월 30일  | 전투 항해 5회 (59일)     |
| U-100   | 1940년 5월 30일 ~ 1941년 3월 17일 | 전투 항해 6회 (총 106일) |

### 전과
- 격침 : 36척 153,677톤
- 피해 : 4척 17,229톤

## 외부 추가 정보
- Canonesa.co.uk 자세한 정보가 있습니다
- Uboat.net의 요아힘 셰프케 페이지